# Day & Night
Pour les articles homonymes, voir Day and Night.

Un canon et un anticanon

Day & Night est un automate cellulaire créé par Nathan Thompson en 1997.

## Description
À l'instar du jeu de la vie, Day & Night est un automate cellulaire bidimensionnel à deux états (« vivant » ou « mort »), où chaque cellule possède huit voisines. Une cellule morte y naît à l'étape suivante si elle est entourée de 3, 6, 7 ou 8 voisines vivantes, une cellule vivante survit à l'étape suivante si elle est entourée de 3, 4, 6, 7 ou 8 cellules vivantes (B3678/S34678).
Dans cet automate, les états « vivant » et « mort » sont symétriques : si l'état de toutes les cellules est inversé, l'évolution de la structure sera l'inverse de celui de la structure originale (les cellules mortes dans un cas sont vivantes dans l'autre, et vice-versa).